# 江村哲二
江村 哲二（えむら てつじ、1960年3月7日 - 2007年6月11日）は、日本の現代音楽の作曲家。

## 略歴
兵庫県西宮市出身。名古屋工業大学大学院修了。作曲はほとんど独学で学ぶとあるが、実は海外の国際マスタークラスの常連であり、そのレッスンの模様の一部をブログで公開した。金城学院大学人間科学部教授を務めた。2007年6月11日、膵臓がんのため47歳で死去。江村は、名古屋工業大学からコニカへ就職した経歴を生かし、バタフライエフェクトなどの自然現象を前衛語法へ援用した。システマティックな視座は晩年まで失われていなかったものの、後年は音数がしだいにへってゆき「Ryo an' G. 2」では、サックスの問いかけにギターは必要最小限で応じるのみである。コニカ在籍時は何度も特許庁へ出向いたが、多忙を理由に音楽専業へ転身し、さらに大学教授へ転身した。晩年の「ハープ協奏曲II」も同音反復のなかから音を選ぶスタイルで、この趣味は死の直前まで変わらなかった。実は破棄した作品もあり、それらは作品リストから撤回されている。全作品は33作。芥川作曲賞は武満徹の強い推挙で受賞になった。指揮者の大野和士、脳科学者の茂木健一郎とは親交深かった。

## 受賞歴
- 1989年：第6回現音作曲新人賞受賞（日本現代音楽協会主催）
- 1991年：第13回作曲賞入選（財団法人日本交響楽振興財団主催）
- 1992年：第2回ルトスワフスキ国際作曲コンクール第1位受賞（ワルシャワ国立フィルハーモニー管弦楽団主催）
- 1992年：第8回名古屋文化振興賞受賞（財団法人名古屋市文化振興事業団主催）
- 1993年：平成4年度文化庁舞台芸術創作奨励特別賞受賞（文化庁主催）
- 1993年：東京都制施行50周年記念国際作曲コンクール佳作入選（東京都主催）
- 1994年：第4回芥川作曲賞受賞（財団法人サントリー音楽財団主催）
- 1998年：第9回ブザンソン国際音楽コンクール作曲部門第1位受賞（ブザンソン国際音楽祭主催・翌年の指揮部門の課題曲へ）
- 2007年：作品集『地平線のクオリア』第45回レコード・アカデミー賞現代曲部門賞

## 著作
- 茂木健一郎、江村哲二『音楽を「考える」』（筑摩書房〈ちくまプリマー新書〉/2007年）